# Bruno Fernandes
Bruno Miguel Borges Fernandes (* 8. září 1994) je profesionální portugalský fotbalista, který hraje na postu záložníka za anglický klub Manchester United a za portugalskou reprezentaci. V roce 2019 se stal vítězem portugalského domácího poháru ve dresu Sportingu a ve stejném roce s reprezentací vyhrál v premiérovém ročníku Ligy národů UEFA. Dále se účastnil Mistrovství světa 2018, Mistrovství Evropy 2020 a Mistrovství světa 2022.

## Klubová kariéra

### Sporting Lisabon
Od léta 2017 byl jeho působištěm portugalský klub Sporting CP. Celkově odehrál 137 zápasů, v nichž vstřelil 64 gólů. Stal se vítězem domácího poháru Taça de Portugal v sezóně 2018/19. Během sezón 2017/18 a 2018/19 byl zvolen nejlepším hráčem portugalské Primeira Ligy.

### Manchester United

#### Sezóna 2019/20
Do Manchesteru United přišel na konci ledna 2020 za částku 80 milionů eur se smlouvou do roku 2025.
První únorový den debutoval v lize proti Wolverhamptonu (remíza 0:0) a během zápasu předvedl ofenzivní kvality a několik střeleckých pokusů.
Dva týdny nato dne 17. února byl u ligového vítězství 2:0 nad Chelsea, ve kterém z rohového kopu asistoval gólu Harryho Maguira.
O tři dny později se ve dresu United poprvé představil v Evropské lize v zápase proti Club Brugge (remíza 1:1), a to jako náhradník na poslední desetiminutovku.
Proti Watfordu 23. února otevřel skóre tohoto ligového zápasu proměněnou penaltou a navíc si připsal asistenci u třetího gólu svého mužstva, když nahrál Masonu Greenwoodovi na konečných 3:0.
Během odvety proti Bruggám dal gól z penalty a přispěl tak k výhře United 5:0, čímž si jeho mužstvo zajistilo postup do osmifinále.
Fernandesovy výkony odměnili fanoušci tím, že jej zvolili nejlepším hráčem United za únor.
První březnový den v lize proti Evertonu dal jediný gól Rudých ďáblů a zachránil remízu 1:1.
Povedený výkon proti rivalovi Manchesteru City o týden později ozdobil asistencí na první Martialův gól při výhře 2:0.
Po pauze způsobené pandemií covidu-19 se dvakrát gólově prosadil v lize proti Brightonu a dopomohl k výhře 3:0 venku.
Fernandes také odehrál utkání závěrečného 38. kola Premier League na hřišti Leicesteru City, kde si jeho mužstvo pokusilo zajistit si Ligu mistrů pro další sezónu. Ve druhém poločase otevřel skóre gólem z penalty a po gólu Jesseho Lingarda vyhráli United 2:0 a skončili v ligové tabulce třetí.
Od svého debutu proti „Wolves“ se tak přímo angažoval (gól či asistence) u 15 gólů „Rudých ďáblů“, tuto statistiku za stejný časový úsek v pěti velkých ligách Evropy dokázali překonat jen Lionel Messi (26) z Barcelony a Cristiano Ronaldo (17) z Juventusu.

#### Sezóna 2020/21
V zápase Premier League s Brightonem 26. září 2020 se gólově prosadil až ve 100. minutě po hvizdu rozhodčího. Videoasistent rozhodčího (VAR) United totiž ještě po konci zápasu přisoudil penaltu za stavu 2:2. Tu Fernandes proměnil a zápas tak skončil vítězně 3:2 pro jeho tým.
Na stadionu Evertonu 7. listopadu se dvěma góly a závěrečnou asistencí útočníkovi Edinsonu Cavanimu podílel na triumfu 3:1.
V listopadu a následně v prosinci se stal dvakrát za sebou nejlepším hráčem měsíce Premier League.

#### Sezóna 2021/22
Fernandesovy tři góly do sítě Leeds United přispěly dne 14. srpna 2021 k výhře 5:1 a zároveň k vítěznému vstupu do nové ligové sezóny.

## Reprezentační kariéra
V průběhu května 2018 byl trenérem Fernandem Santosem nominován na Mistrovství světa.
Představil se na Mistrovství světa, které v listopadu a prosinci 2022 pořádal Katar. Navzdory přítomnosti hvězdných útočníků měl jistotu základní sestavy. V úvodním skupinovém utkání proti Ghaně dne 24. listopadu pomohl dvěma asistencemi na druhý a třetí gól vyhrát 3:2. Druhé utkání s Uruguayí o čtyři dny později rozhodl dvěma góly. Nejprve jeho centrovaný míč skončil v síti, poté co brankáře zmátl výskok Cristiana Ronalda a ve třetí minutě nastaveného času proměnil penaltu.

## Statistiky

### Klubové
K 29. dubnu 2021
| Klub              | Sezóna  | Liga           | Liga   | Liga | Národní pohár | Národní pohár | Ligový pohár | Ligový pohár | Evropské poháry | Evropské poháry | Ostatní | Ostatní | Celkem | Celkem |
| Klub              | Sezóna  | Liga           | Zápasy | Góly | Zápasy        | Góly          | Zápasy       | Góly         | Zápasy          | Góly            | Zápasy  | Góly    | Zápasy | Góly   |
| ----------------- | ------- | -------------- | ------ | ---- | ------------- | ------------- | ------------ | ------------ | --------------- | --------------- | ------- | ------- | ------ | ------ |
| Novara            | 2012/13 | Serie B        | 23     | 4    | 0             | 0             | —            | —            | —               | —               | —       | —       | 23     | 4      |
| Udinese           | 2013/14 | Serie A        | 24     | 4    | 4             | 0             | —            | —            | 0               | 0               | —       | —       | 28     | 4      |
| Udinese           | 2014/15 | Serie A        | 31     | 3    | 3             | 1             | —            | —            | —               | —               | —       | —       | 34     | 4      |
| Udinese           | 2015/16 | Serie A        | 31     | 3    | 2             | 0             | —            | —            | —               | —               | —       | —       | 33     | 3      |
| Udinese           | Celkem  | Celkem         | 86     | 10   | 9             | 1             | —            | —            | 0               | 0               | —       | —       | 95     | 11     |
| Sampdoria         | 2016/17 | Serie A        | 33     | 5    | 2             | 0             | —            | —            | —               | —               | —       | —       | 35     | 5      |
| Sporting CP       | 2017/18 | Primeira Liga  | 33     | 11   | 5             | 1             | 4            | 0            | 14              | 4               | —       | —       | 56     | 16     |
| Sporting CP       | 2018/19 | Primeira Liga  | 33     | 20   | 7             | 7             | 5            | 3            | 8               | 3               | —       | —       | 53     | 33     |
| Sporting CP       | 2019/20 | Primeira Liga  | 17     | 8    | 1             | 0             | 4            | 2            | 5               | 5               | 1       | 0       | 28     | 15     |
| Sporting CP       | Celkem  | Celkem         | 83     | 39   | 13            | 8             | 13           | 5            | 27              | 12              | 1       | 0       | 137    | 64     |
| Manchester United | 2019/20 | Premier League | 14     | 8    | 3             | 1             | —            | —            | 5               | 3               | —       | —       | 22     | 12     |
| Manchester United | 2020/21 | Premier League | 33     | 16   | 3             | 1             | 3            | 0            | 13              | 9               | —       | —       | 52     | 26     |
| Manchester United | Celkem  | Celkem         | 47     | 24   | 6             | 2             | 3            | 0            | 18              | 12              | —       | —       | 74     | 38     |
| Celkem            | Celkem  | Celkem         | 272    | 82   | 30            | 11            | 16           | 5            | 45              | 24              | 1       | 0       | 364    | 122    |

### Reprezentační
K 27. březnu 2021
| Portugalsko | Portugalsko | Portugalsko |
| Rok         | Zápasy      | Góly        |
| ----------- | ----------- | ----------- |
| 2017        | 2           | 0           |
| 2018        | 9           | 1           |
| 2019        | 8           | 1           |
| 2020        | 6           | 0           |
| 2021        | 2           | 0           |
| Celkem      | 27          | 2           |

#### Reprezentační góly
K zápasu odehranému 27. března 2021. Skóre a výsledky Portugalska jsou vždy zapisovány jako první
| Gól | Datum              | Místo                                      | Soupeř      | Skóre | Výsledek | Soutěž                   |
| --- | ------------------ | ------------------------------------------ | ----------- | ----- | -------- | ------------------------ |
| 1.  | 7. června 2018     | Estádio da Luz, Lisabon, Portugalsko       | Alžírsko    | 2:0   | 3:0      | Přátelský zápas          |
| 2.  | 17. listopadu 2019 | Stade Josy Barthel, Lucemburk, Lucembursko | Lucembursko | 1:0   | 2:0      | Kvalifikace na Euro 2020 |

## Ocenění

### Klubové

#### Sporting CP
- Taça de Portugal: 2018/19[22]
- Taça da Liga: 2017/18, 2018/19[23]

### Reprezentační

#### Portugalsko
- Liga národů UEFA: 2018/19[24]

### Individuální
- Nejlepší mladý hráč měsíce Primeira Ligy: Srpen 2017,[25] Září 2017,[26] Říjen/Listopad 2017,[27] Únor 2018,[28] Duben 2018[29]
- Nejlepší hráč měsíce Primeira Ligy: Srpen 2017,[30] Září 2017,[31] Duben 2018,[32] Prosinec 2018,[33] Únor 2019,[34] Březen 2019,[34] Duben 2019[35]
- Hráč roku Primeira Ligy: 2017/18,[36] 2018/19[37]
- Jedenáctka roku Primeira Ligy: 2017/18,[36] 2018/19[37]
- Sestava sezóny Evropské ligy UEFA – 2017/18[38] 2019/20,[39] 2020/21[40]
- Fotbalista roku Sportingu: 2018,[41] 2019[42]
- Jedenáctka finálového turnaje Ligy národů UEFA: 2019[43]
- Hráč měsíce Premier League podle fanoušků: Únor 2020,[44][2] Červen/Červenec 2020,[45][2] Listopad 2020,[2] Prosinec 2020[2]
- Hráč měsíce Premier League: Únor 2020,[2] Červen 2020,[46][2] Listopad 2020,[2] Prosinec 2020[47][2]
- Gól měsíce Premier League: Červen 2020,[48] Únor 2021[49]
- Nejlepší střelec Evropské ligy UEFA: 2019/20 (8 gólů)[50]
- Nejlepší hráč Manchesteru United podle fanoušků: 2019/20[51]
- Tým roku Premier League podle PFA – 2020/21[52]
- Nejlepší jedenáctka podle ESM – 2020/21[53]